# آبشار بلیها
آبشار بلیها (به لاتین: Bliha Falls) یک آبشار در بوسنی و هرزگوین است که در سانسکی موست واقع شده‌است.

## افسانه های مربوط به آن
یک افسانه درباره این آبشار وجود دارد.
تمام انسانها به جز یک برادر و دو خواهر از بین رفته بودند. برای ادامه بشریت، این سه نفر باید تولید مثل میکردند. یکی از خواهران به نام بلیها در اوج ناراحتی از صخره‌ای به سمت رودخانه پرید که این آبشار به‌وجود آمد و نام بلیها را به خود گرفت. خواهر دیگر به گریه افتاد. او همان رودخانه‌ای  است که اکنون بی سر و صدا از حاشیه سانسکی عبور میکند.